# Tchornomorske (oblast d'Odessa)
Tchornomorske (ukrainien : Чорноморське, russe : Черноморское, Tchernomorskoïe), littéralement « de la mer Noire », est une commune urbaine de l'oblast d'Odessa, en Ukraine. Elle compte 7 000 habitants en 2022.